# Center for Security Policy
Le Center for Security Policy (CSP), fondé en 1988 par Frank Gaffney, est un think tank conspirationniste et islamophobe d'extrême droite basé à Washington (district de Columbia).

## Historique
Le Center for Security Policy est fondé en 1988 par Frank Gaffney, ancien officiel de l'administration Reagan. Il est basé à Washington (district de Columbia),.
En septembre 2015, le CSP participe à l'organisation d'un rassemblement au Capitole contre l'accord de Vienne sur le nucléaire iranien, auquel sont présents les candidats républicains à l'élection présidentielle Donald Trump et Ted Cruz.
En 2016, le CSP lance une campagne publique de contre-djihadisme avec le site web counterjihad.com. Il lance également la coalition interconfessionnelle Faith Leaders for America, qui prône la désignation des Frères musulmans comme organisation terroriste. L'implication du CSP dans sa fondation n'est pas explicitement reconnue sur le site web ou dans les communiqués de presse de la coalition.
Depuis 2017, plusieurs personnes ayant des liens avec le CSP ont rejoint l'administration Trump, notamment la conseillère du président Kellyanne Conway en 2017 et le chef de cabinet du Conseil de sécurité nationale Fred Fleitz (en) en 2018. L'administration Trump utilise des rapports publiés par le CSP lorsqu'elle propose d'interdire à tous les musulmans d'entrer aux États-Unis.

## Idéologie
Le Center for Security Policy fait la promotion de théories conspirationnistes sur une prétendue infiltration de l'administration américaine par la confrérie des Frères musulmans dont le but serait de restreindre et détruire la souveraineté des Américains,. Son fondateur Frank Gaffney prétend également que Barack Obama serait musulman.
Selon l'universitaire S. Jonathon O'Donnell, l'islamophobie et les théories conspirationnistes anti-gouvernementales convergent au sein des travaux du Center for Security Policy. Le CSP associe le concept de charia à une menace pour les États-Unis et les sociétés non islamiques et affirme que la charia serait intrinsèquement liée au djihad violent et à toutes les pratiques, croyances et identités islamiques, construisant donc l'islam comme l'ennemi ultime des États-Unis. Le CSP considère que les musulmans sont tous dédiés au djihad pour imposer la loi islamique, mettant en danger la liberté et les valeurs américaines et devant ainsi être expulsés pour protéger la société.
D'après O'Donnell, positionnant le musulman et « ses sympathisants séditionnistes » comme des figures devant être purgées du corps politique, le CSP pense que seule une telle purge permette de restaurer la nation dans sa grandeur passée. Cependant, pour O'Donnell, cette vision rencontre un paradoxe avec la dimension conspirationniste du CSP, car « si le « musulman » est un avatar de la « doctrine de la charia », une figure infernalement légaliste qui suit ses procédures sans exception, alors il ne peut y avoir véritablement d'agent ou de volonté qui induise consciemment « We, the People » en erreur vers la perdition ».
Le CSP est proche de la militante anti-musulmans Ann Corcoran, qui publie pour l'organisation le pamphlet anti-immigration Refugee Resettlement and the Hijra to America.
Le Center for Security Policy est positionné à l'extrême droite,.

## Influence
Le CSP influence le discours politique américain. Il fournit des arguments utilisés par les politiciens de droite, les commentateurs et les organisations locales qui insistent sur le fait que l'islam est une force politique menaçante, en témoignant selon l'universitaire S. Jonathon O'Donnell les déclarations de personnalités politiques républicaines telles que Ben Carson, qui déclare lors de sa campagne pour les primaires présidentielles républicaines de 2016 que tous les musulmans devraient être exclus de la présidence en raison de l'incompatibilité supposée de l'islam — dont il situe l'essence apparente dans la charia — avec les valeurs et principes américains ; Newt Gingrich, qui affirme en 2011 que la charia représenterait une menace mortelle pour la survie de la liberté aux États-Unis et qui appelle en 2016 à tester la « croyance en la charia » chez quiconque a une « origine musulmane », et à les expulser si une telle croyance était découverte ; ainsi que Herman Cain, qui déclare en 2012 qu'il y aurait une tentative secrète « d'introduire la loi islamique et la foi musulmane dans notre gouvernement »,. De même, en décembre 2015, Donald Trump cite un sondage du CSP à la méthodologie contestée pour justifier son appel à la suspension de l'immigration de personnes musulmanes,. 
Le CSP publie des rapports, tels que Shariah: The Threat to America, qui alimentent selon l'universitaire Asma Uddin des campagnes visant à restreindre l'arbitrage religieux musulman. Cette initiative a conduit à des propositions de lois anti-charia dans plus de quarante-trois États américains, avec vingt-trois nouveaux projets de loi introduits en 2017. De plus, le CSP a publié un guide, Mosques in America: A Guide to Accountable Permit Hearings and Continuing Citizen Oversight, qui donne des tactiques et des sujets de discussion aux Américains souhaitant empêcher la construction ou l'expansion de lieux de culte musulmans. 

## Financement
Le Center for Security Policy est soutenu financièrement par des acteurs de l'industrie de la défense tels que Boeing, General Dynamics, Lockheed Martin, Northrop Grumman, Raytheon et General Electric,. Il a également été financé par la fondation Bradley (en) à la hauteur de 1,4 million de dollars. La fondation dit avoir cessé son financement du CSP en 2013. La Claws Foundation, dirigée par le milliardaire Jeff Yass, fait partie des donateurs du CSP.

## Critiques
En 2012, il est critiqué à la fois par des républicains et des démocrates pour ses accusations contre Huma Abedin d'être prétendument une membre cachée des Frères musulmans.
En décembre 2015, la méthodologie d'un sondage du CSP — dont les résultats sont censés démontrer que les musulmans aux États-Unis croiraient que la violence contre les États-Unis serait justifiée dans le cadre d'un « djihad global » — est contestée. Selon la Bridge Initiative, un projet de recherche sur l'islamophobie conduit par l'université de Georgetown, il s'agit d'un sondage en ligne avec un échantillon de 600 personnes auto-sélectionnées. Selon la BBC, ce type de sondage est moins fiable que les méthodes de sondage traditionnelles car l'auto-sélection peut entraîner un biais. De plus, le Washington Post note que la formulation des questions est sujette à un biais d'acquiescement, les choix de réponse « d'accord » étant cochés par défaut pour des choix plus sujets à controverse, comme le soutien à la charia ou à la violence,.
L'Anti-Defamation League et le Southern Poverty Law Center (SPLC) classent le CSP comme un groupe haineux pour ses positions anti-musulmanes et conspirationnistes. Fred Fleitz (en), président du CSP, nie que l'organisation soit anti-musulmane et déclare que le SPLC serait une « organisation d'extrême gauche qui diffame les groupes conservateurs »,.
En octobre 2019, le Conseil des relations américano-islamiques (en) appelle à l'annulation d'un événement du CSP à Mar-a-Lago, le club privé du président Donald Trump,.